# Llanwrtyd Wells

Llanwrtyd Wells är en stad och community i kommunen Powys i centrala Wales. Det är Wales minsta stad. Vid folkräkningen 2011 hade communityn 850 invånare och tätorten 630 invånare.
Llanwrtyd Wells ligger vid floden Irfon och källan Ffynon Droellwyd och växte ursprungligen fram som en kurort. Numera är platsen känd för sina traditionella eisteddfodfestivaler, med udda tävlingar som VM i kärrsnorkling.